# Rio Coruripe
Rio Coruripe är ett vattendrag i Brasilien.   Det ligger i delstaten Alagoas, i den östra delen av landet, 1 400 km öster om huvudstaden Brasília.